# Philippe Barraud (écrivain)
Pour le footballeur français, voir Philippe Barraud (football).
 (octobre 2024).
Philippe Barraud, né à Lausanne en 1949, est un journaliste, écrivain et photographe vaudois.

## Biographie
Né d'un père enseignant et d'une mère couturière, Philippe Barraud fait ses études à Lausanne. Son enfance se passe entre la capitale vaudoise et la ferme familiale à Oppens, dans le Gros-de-Vaud.
Il commence sa carrière dans les médias par la photographie, à la suite d'une formation chez le photographe et historien de l'art Jacques-Dominique Rouiller. En 1972, il commence une formation de journaliste à la Gazette de Lausanne dont il devient le rédacteur en chef en 1975.
Dès 1987, Philippe Barraud travaille pour L'Hebdo. Il y écrit des centaines d'articles dans des domaines aussi variés que la politique, la culture et les faits de société. En 1999, il développe une rubrique scientifique
Il travaille ensuite pour Le Temps (chef de la rubrique Société), la Revue médicale suisse et Tout Compte Fait.
De l'été 2000 à 2018, Philippe Barraud alimente le webzine - de tendance conservatrice - qu'il a créé sous le titre Commentaires.com. Il y renonce en raison de l'agressivité des lecteurs face à son évolution vers l'écologie et la social-démocratie.
Il publie un premier roman en 1992, Toute honte bue, inspiré par le paysage politique et médiatique vaudois. Il publie trois autres romans La fuite (1994), L'exécution (1996) et Les sphères silencieuses (2011), ainsi qu'un ouvrage constitué d'entretiens avec Shere Hite, L'orgueil d'être une femme (2002), puis Comment se comporter face aux extraterrestres ? (2011, préfacé par Michel Mayor) et L'homme qui aimait trop le ciel : la trajectoire fulgurante et tragique de Jean-Philippe Loys de Cheseaux (2015).

## Sources
- « Philippe Barraud », sur la base de données des personnalités vaudoises sur la plateforme « Patrinum » de la Bibliothèque cantonale et universitaire de Lausanne.
- Anne-Lise Delacrétaz, Daniel Maggetti, Écrivaines et écrivains d'aujourd'hui p. 16
- Barraud, Philippe
- A D S - Autorinnen und Autoren der Schweiz - Autrices et Auteurs de Suisse - Autrici ed Autori della Svizzera
- Bibliomedia - Barraud Philippe
- Don Philippe Barraud, un "homme d'honneur" : Les portraits de David Laufer